# Zonitis perforata
Zonitis perforata är en skalbaggsart som beskrevs av Thomas Casey 1891. Zonitis perforata ingår i släktet Zonitis och familjen oljebaggar. Inga underarter finns listade i Catalogue of Life.